# Lübecker Feuerversicherungsverein
Der Lübecker Feuerversicherungsverein, vollständig Lübecker Feuerversicherungsverein der Landbewohner, war eine große deutsche Feuerversicherung.

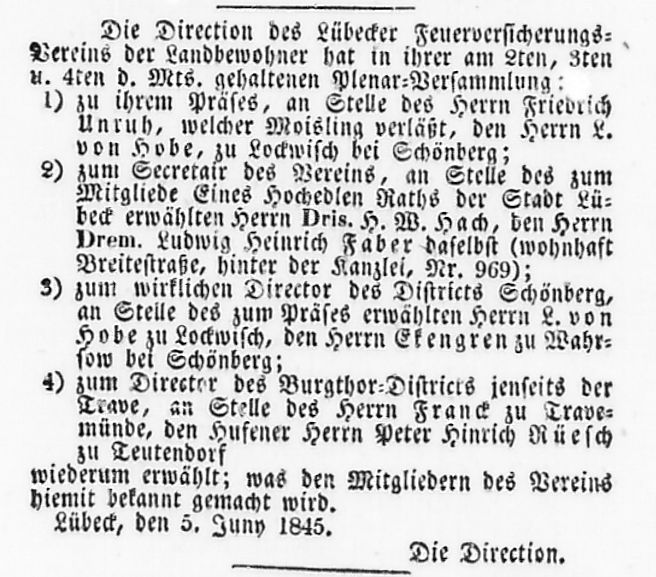
Lübecker Feuerversicherungs-Verein der Landbewohner - Bekanntmachung bez. Ergebnis der Plenar-Versammlung vom 1–3. Juni 1845

Er wurde 1826 auf Initiative von Hermann Wilhelm Hach gegründet und spezialisierte sich zunächst auf das landwirtschaftliche Geschäft im Bereich des Landamts außerhalb der Lübecker Landwehr und in den Lübecker Exklaven. Die Geschäftsstelle, das Comptoir, befand sich im Hachschen Haus in der Königstraße 878 (Nr. 55 neuer Zählung).
Auf der Plenar-Versammlung Anfang Juni 1845 wird Ludwig von Hobe zu Lockwisch bei Schönberg als Nachfolger von Friedrich Unruh zum Präses gewählt. Direktor der Burgtor-Distrikts wird Peter Hinrich Ruesch zu Teutendorf, Travemünder Winkel.
Das Unternehmen wurde 1867 in Preußen zugelassen und war bald auch im Großherzogtum Mecklenburg-Schwerin und von 1889 bis 1897 auch in Sachsen tätig. 1886 erhielt der Versicherungsverein ein revidiertes Statut und den Namen Lübecker Feuerversicherungsverein von 1826. Er war beispielgebend bei der finanziellen und logistischen Unterstützung zur Ausstattung von landwirtschaftlichen Gebäuden mit Blitzableitern.
1917 wurde die Versicherung von der Württembergischen Feuerversicherung übernommen.

## Quelle
- William L. Evenden: Deutsche Feuerversicherungs-Schilder / German Fire Marks. Verlag Versicherungswirtschaft, 1989, S. 361 (eingeschränkte Vorschau in der Google-Buchsuche).